# Campeonato de Wimbledon 2004
Lista de los campeones del Campeonato de Wimbledon de 2004:
| Modalidad            | Campeón                                                  | Subcampeón                                                        | Resultado             |
| -------------------- | -------------------------------------------------------- | ----------------------------------------------------------------- | --------------------- |
| Individual Masculino | Roger Federer ( Suiza)                                   | Andy Roddick ( Estados Unidos)                                    | 4-6, 7-5, 7-6(3), 6-4 |
| Individual Femenino  | María Sharápova ( Rusia)                                 | Serena Williams ( Estados Unidos)                                 | 6-1, 6-4              |
| Dobles Masculino     | Jonas Björkman ( Suecia)/ · Todd Woodbridge ( Australia) | Julian Knowle ( Austria)/ · Nenad Zimonjić ( Serbia y Montenegro) | 6-1, 6-4, 4-6, 6-4    |
| Dobles Femenino      | Cara Black ( Zimbabue)/ Rennae Stubbs ( Australia)       | Liezel Huber ( Sudáfrica)/ Ai Sugiyama ( Japón)                   | 6-3, 7-6              |
| Dobles Mixto         | Cara Black/Wayne Black ( Zimbabue)                       | Alicia Molik/Todd Woodbridge ( Australia)                         | 3-6, 7-6, 6-4         |

| Predecesor: 2003                         | 'Campeonato de Wimbledon 2004' 2004 | Sucesor: 2005                           |
| Predecesor: Torneo de Roland Garros 2004 | Grand Slam 2004                     | Sucesor: Abierto de Estados Unidos 2004 |

- Datos: Q268871
- Multimedia: 2004 Wimbledon Championships / Q268871